# Commersonia bartramia
Commersonia bartramia är en malvaväxtart som först beskrevs av Carl von Linné, och fick sitt nu gällande namn av Elmer Drew Merrill. Commersonia bartramia ingår i släktet Commersonia och familjen malvaväxter. Inga underarter finns listade i Catalogue of Life.

## Bildgalleri

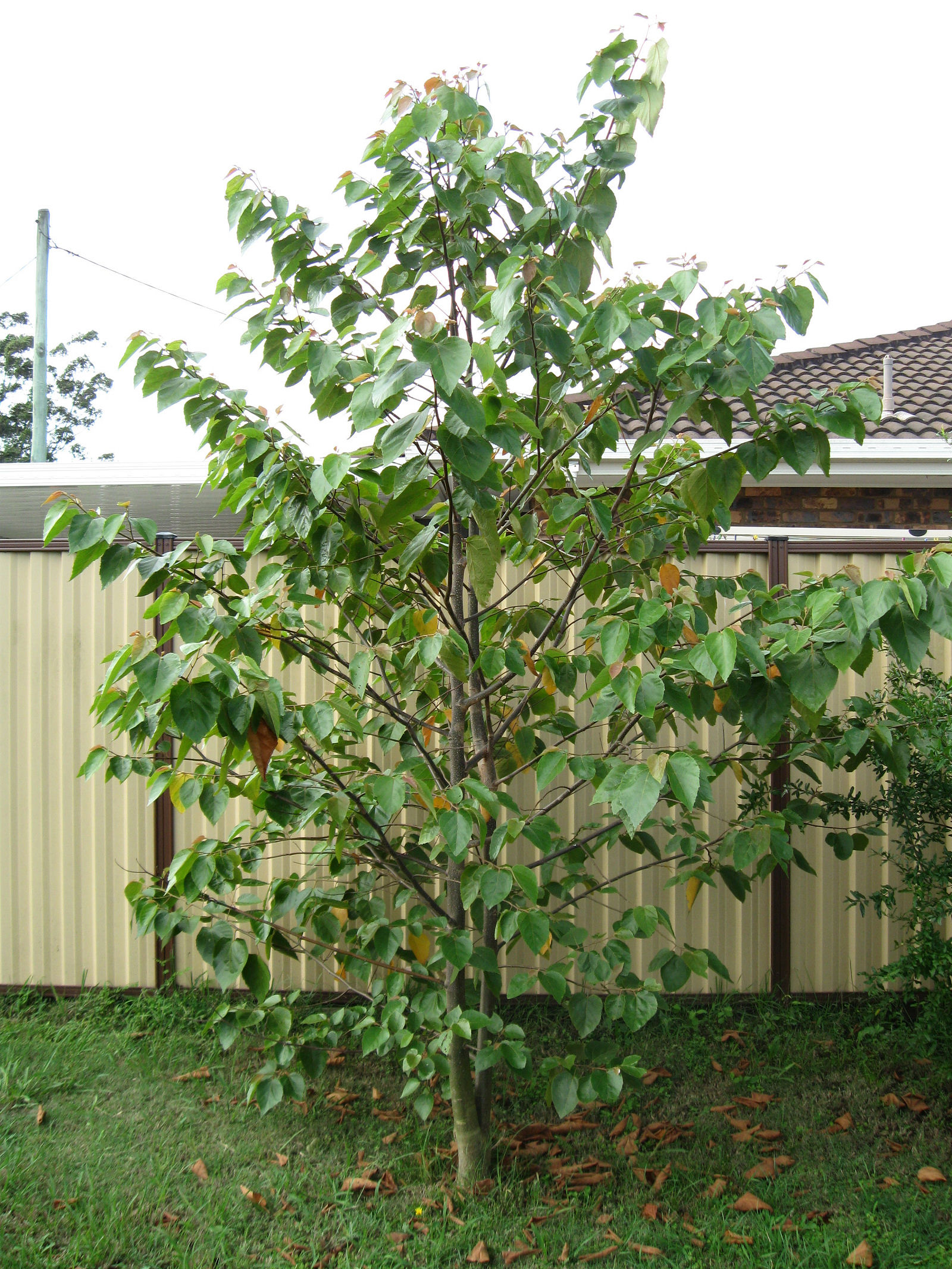
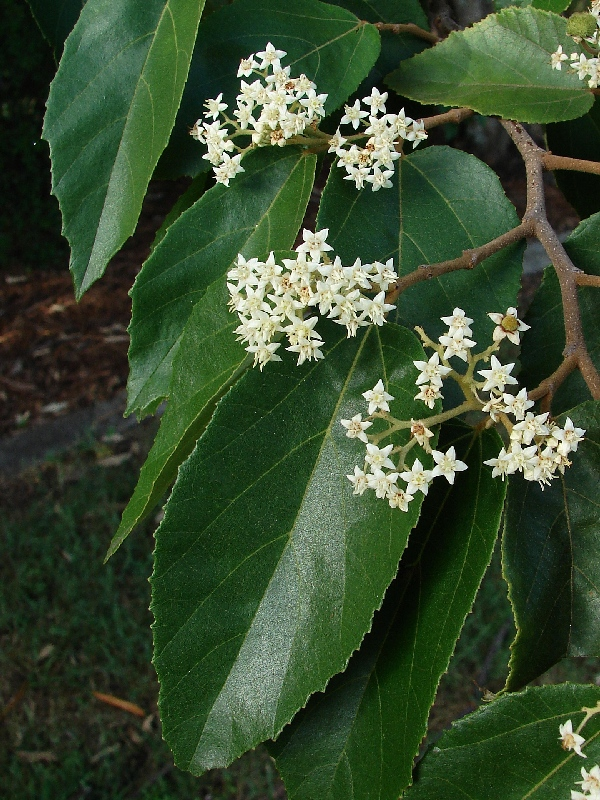
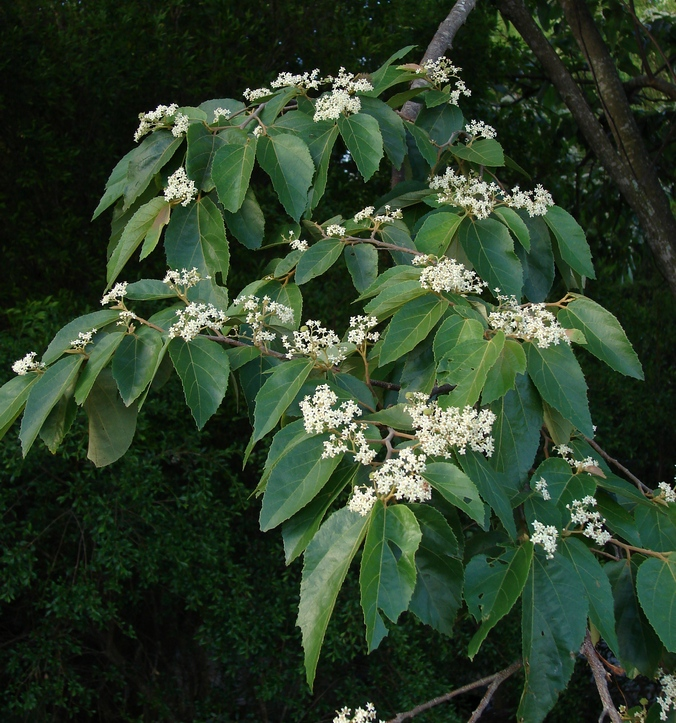
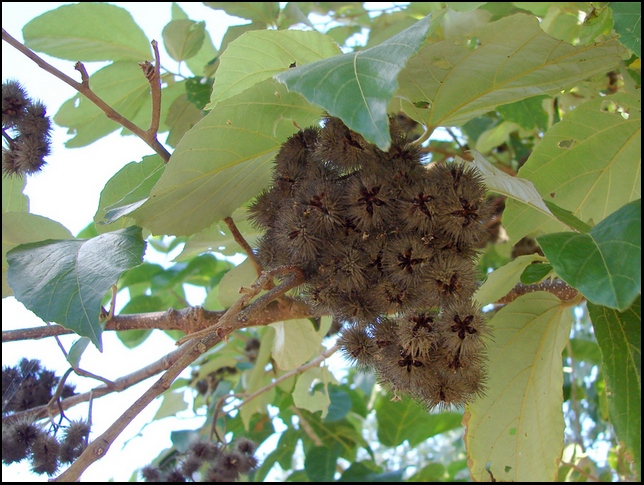
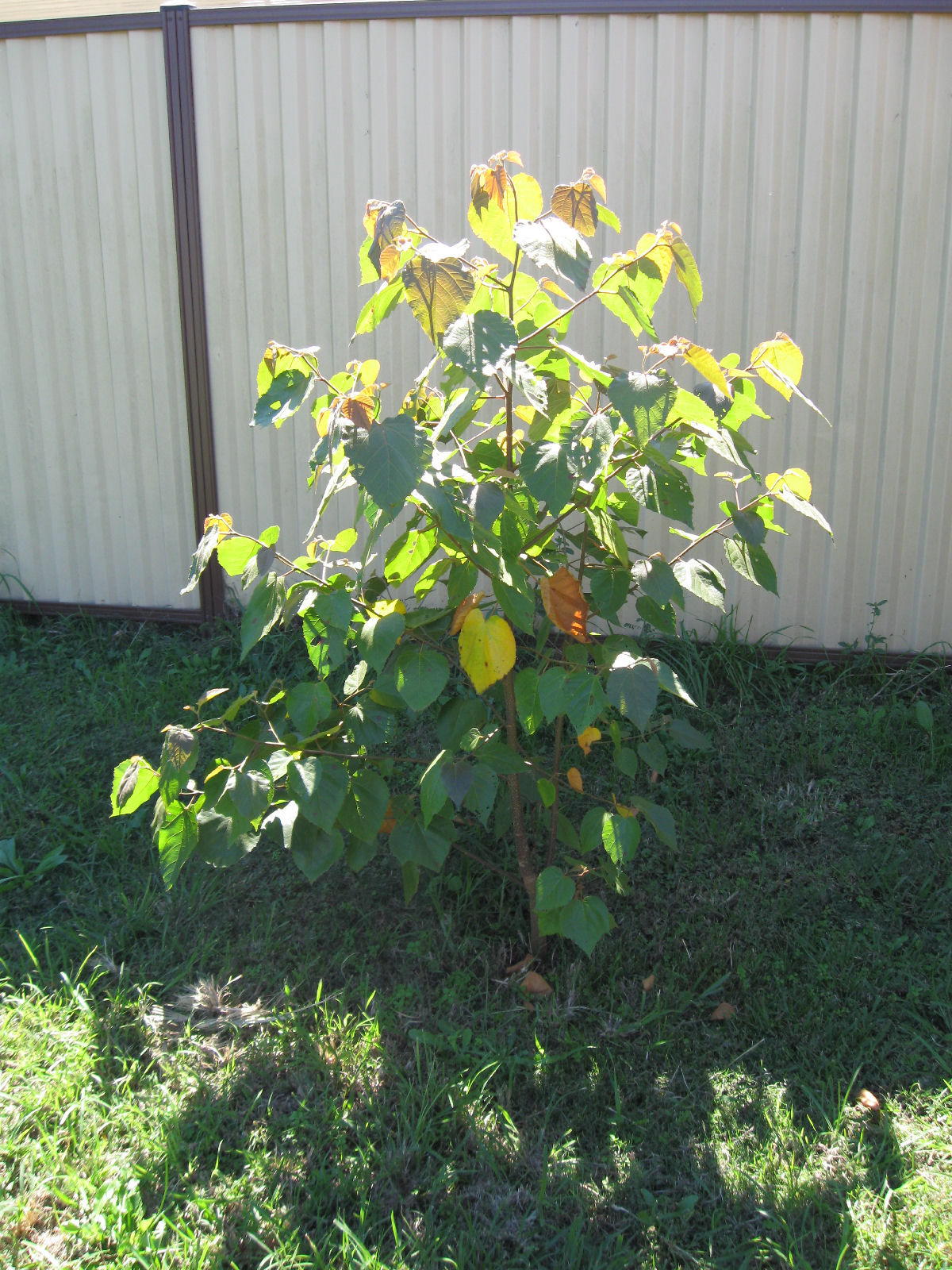